# Glucagone
Il glucagone è un ormone peptidico secreto dal pancreas, per la precisione dalle cellule α delle isole di Langerhans, che ha come bersaglio principale alcune cellule del fegato; esso permette il controllo dei livelli di glucosio nel sangue, affinché rimangano entro certi limiti: se il livello ematico di glucosio scende sotto una soglia di circa 80 – 100 mg/dl (= 0,08 - 0,1 g/l), le cellule α cominciano a secernere glucagone. Questo si lega immediatamente ai suoi recettori presenti principalmente sugli epatociti, attivando la degradazione del glicogeno (glicogenolisi) e un conseguente rilascio di glucosio nel sangue. Sebbene venga in genere considerato antagonista dell'insulina per il suo compito di contrastare l'ipoglicemia, insulina e glucagone intervengono in sinergia in seguito all'introduzione di proteine/amminoacidi, poiché la prima determina lo stivaggio degli amminoacidi (proteosintesi) nei tessuti, mentre il secondo previene l'ipoglicemia causata dall'insulina. La sua scoperta si deve al Premio Nobel Christian de Duve.

## Ruolo metabolico
Quando i livelli di glucosio scendono al di sotto di un valore minimo, il glucagone dà un segnale al fegato che dà inizio alla glicogenolisi epatica, ovvero alla liberazione di glucosio. Il glucagone non agisce sulla glicogenolisi muscolare, perché invece stimolata dall'adrenalina.

Al contrario, quando i livelli di glucosio sono elevati la concentrazione di glucagone diminuisce e quindi viene attivata a livello cellulare la glicolisi, ovvero il processo catabolico del glucosio.
La trasduzione del segnale coinvolge le proteine G della membrana cellulare e si articola in queste tappe:
1. il glucagone attiva la proteina recettore a sette eliche transmembrana;
2. il recettore attiva la proteine Gs: Gα e i dimeri beta-gamma Gβ/Gγ;
3. in seguito a questa attivazione il GDP legato alla proteina Gα viene sostituito da una molecola di GTP;
4. il complesso Gα-GTP si lega all'adenilato ciclasi attivandolo;
5. l'adenilato ciclasi trasforma l'ATP a cAMP.

- Il glucagone ha un ruolo nella regolazione di glicogenolisi e gluconeogenesi: attiva l'adenilato ciclasi che porta alla formazione di cAMP che attiva la proteina chinasi A formata da quattro subunità, 2 R e 2 C (il cAMP si lega alle due subunità R attivando le due C che a loro volta disattivano la piruvato chinasi).
- Il glucagone regola anche la sintesi del glicogeno: attiva l'adenilato ciclasi che tramite la via cAMP/PKA attiva la fosforilasi chinasi, che attiva a sua volta la glicogeno fosforilasi e inibisce la glicogeno sintetasi.

Il suo ormone antagonista è l'insulina che agisce in modo opposto, nel caso specifico attivando la fosfodiesterasi dell'AMP ciclico, la PDE4. È un ormone proteico prodotto dalle cellule β delle isole di Langerhans all'interno del pancreas, secreto quando il livello del glucosio ematico è alto.
Queste due catene derivano da un unico polipeptide da cui viene escisso il Peptide C, corto frammento proteico, apparentemente privo di funzioni fisiologiche che, in quanto secreto insieme all'insulina, è un utile indicatore della funzionalità insulare.

## Farmacologia

### Indicazione
Il glucagone è un ormone polipeptidico comunemente utilizzato nel trattamento dell'ipoglicemia grave. Il farmaco è approvato dalla Food and Drug Administration per il trattamento dell'ipoglicemia grave. Il glucagone presenta caratteristiche vantaggiose nella popolazione diabetica grazie alla sua semplicità d'uso e alla sicurezza della somministrazione, non richiedendo un accesso venoso patentato. I pazienti con livelli di coscienza ridotti non possono consumare in modo sicuro i carboidrati per via orale necessari per aumentare il livello di zucchero nel sangue senza il rischio di aspirazione, e ottenere l'accesso venoso può essere problematico nella popolazione diabetica, il che può impedire la somministrazione tempestiva del glucosio endovenoso. L'infusione endovenosa di glucosio comporta anche il rischio di grave necrosi dei tessuti in caso di extravasazione del farmaco endovenoso. Il glucagone rappresenta un metodo affidabile per aumentare il glucosio del paziente e alleviare l'ipoglicemia grave abbastanza a lungo per una correzione più definitiva dei livelli di glucosio del paziente per via orale, in particolare quando l'accesso endovenoso non è disponibile al fornitore o è fallito.
Il glucagone è approvato dalla Food and Drug Administration come aiuto diagnostico nell'immagine del tratto gastrointestinale. Il ruolo del glucagone nell'immagine gastrointestinale è indurre ipotonia intestinale e del tratto gastrointestinale superiore, il che consente una visualizzazione più precisa per studi e procedure; lo stesso meccanismo con cui aiuta a far passare i boli alimentari esofagei. L'uso primario indicato è ridurre la peristalsi durante procedure vascolari addominali come il trattamento delle varici esofagee e altre emorragie gastrointestinali. Il glucagone è anche utilizzato in biopsie, drenaggio di ascessi, posizionamento di stent gastrointestinali e di sondaggi gastrostomici. In passato, i radiologi utilizzavano agenti anticolinergici per la stessa indicazione, ma sono passati al glucagone negli anni '70 a causa di un profilo di effetti collaterali più sicuro.
Il glucagone ha diverse indicazioni non approvate, tra cui la terapia per il sovradosaggio di beta-bloccanti, la terapia aggiuntiva per il sovradosaggio di calcio-antagonisti e il trattamento medico dell'ostruzione esofagea da cibo. Il sovradosaggio di beta-bloccanti e il sovradosaggio di calcio-antagonisti possono essere trattati con infusione di glucagone ad alta dose in aggiunta ai beta-agonisti come l'epinefrina; a causa delle difficoltà logistiche legate all'ottenimento di grandi quantità di glucagone necessarie per l'infusione, si raccomanda di ottimizzare la terapia con insulina euglicemica ad alta dose (HIET) e la terapia con catecolamine prima di aggiungere l'infusione di glucagone, a meno che non sia disponibile in quantità adeguate. Anche il sovradosaggio di calcio-antagonisti può ricevere trattamento con glucagone; in questo caso, il glucagone rappresenta una terapia di seconda linea dietro calcio, epinefrina e insulina ad alta dose e destrosio.
Le indicazioni del glucagone hanno continuato a svilupparsi dalla sua scoperta. La ricerca è in corso per trattare il broncospasmo asmatico come costituente in pancreas artificiali bi-ormonali e nell'uso più tradizionale con l'insulina e trattare le aritmie secondarie all'anafilassi cardiaca.

### Meccanismo d'Azione
Il glucagone si lega ai recettori superficiali accoppiati a proteine G presenti in tutto il corpo in concentrazioni variabili; il legame con i recettori del glucagone nel fegato, nel tratto gastrointestinale, nel cuore, nel pancreas, nel tessuto adiposo, nelle ghiandole surrenali e nei reni attiva l'adenilato ciclasi, che a sua volta aumenta i livelli di cAMP. Il cAMP stimola la glicogenolisi e la gluconeogenesi, con conseguente rilascio di glucosio, principalmente dalle riserve di glicogeno epatico. Gli effetti extraepatici del glucagone sono anche mediati dall'adenilato ciclasi, tra cui il rilassamento della muscolatura liscia gastrointestinale e gli effetti inotropi positivi.

### Somministrazione
Il glucagone può essere somministrato per via endovenosa come bolo o infusione, per via intramuscolare, sottocutanea e intranasale. Il glucagone è disponibile in forma di polvere disidratata chiamata "Kit di Emergenza di Glucagone", che viene ricostituita con acqua sterile fornita o come spray intranasale appositamente formulato. Come gli autoiniettori di epinefrina, è stato approvato un iniettore pre-riempito di glucagone, che inietta glucagone nella coscia del paziente. I fornitori di assistenza sanitaria incontreranno più spesso la formulazione del kit di emergenza che richiede la ricostituzione prima dell'iniezione del farmaco, ma lo spray intranasale potrebbe essere incontrato con sempre maggiore frequenza nei kit per l'ipoglicemia destinati all'uso da parte di persone non esperte. La polvere intranasale non richiede preparazione e l'amministrazione avviene tramite uno spruzzo nel naso del paziente tenendo chiusa l'altra narice.
È disponibile sul mercato in forma iniettabile, soluzione per iniezione sottocutanea, soluzione autoiniettabile sottocutanea, soluzione sottocutanea in siringa precaricata, soluzione ricostituita per iniezione e polvere nasale.

#### Dose per Adulti
Ipoglicemia: Somministrare 1 mg di glucagone per via intramuscolare, sottocutanea o endovenosa; ripetere dopo 15 minuti se necessario o somministrare 3 mg (una dose) per via intranasale in una singola narice; se non vi è una risposta adeguata, è possibile ripetere la dose. I pazienti privi di coscienza devono essere posizionati in posizione laterale per prevenire il soffocamento. Quando si tratta un paziente per l'ipoglicemia, somministrare carboidrati per via orale a un paziente il prima possibile se il paziente è cosciente e risponde al glucagone.
È impiegato in esami radiologici come aiuto diagnostico per il rilassamento del colon, in cui vengono sono somministrati 2 mg per via intramuscolare 10 minuti prima della procedura pianificata. Inoltre è utilizzato in esami ragiologici per lo stomaco, il duodeno, la parte bulbare del duodeno o l'intestino tenue in cui è somministrata una dose compresa tra 0,25 mg e 2 mg per via endovenosa in 1 minuto o 1 mg-2 mg per via intramuscolare come indicato.

#### Popolazione di pazienti speciali
Il glucagone può essere somministrato per trattare l'ipoglicemia nelle pazienti in gravidanza con diabete.
Non ci sono informazioni sull'uso del glucagone nelle donne in allattamento. A causa dell'elevato peso molecolare, viene escreto in piccole quantità nel latte materno e può essere distrutto dal tratto gastrointestinale del neonato. Il glucagone ha un buon profilo di sicurezza quando somministrato direttamente ai neonati per iniezione, quindi non sono necessarie precauzioni speciali.

### Effetti avversi
La nausea è l'effetto avverso più frequentemente riscontrato dopo l'somministrazione di glucagone, con un'incidenza che può arrivare fino al 35% in alcuni studi. Ipertensione è stata descritta fino a 2 ore dopo l'amministrazione nei casi gastrointestinali a causa degli effetti inotropi del glucagone. Inoltre, sono state osservate reazioni anafilattiche gravi, compresa ipotensione, eruzione cutanea e vomito, a causa della struttura proteica. Le reazioni di ipersensibilità sono rare e perlopiù si sono verificate nell'ambiente endoscopico con somministrazione endovenosa. Le reazioni avverse dalla somministrazione di glucagone diventano più probabili con la via endovenosa e con dosi più elevate.
Effetti avversi meno comuni includono l'ipoglicemia di rimbalzo nell'ambito dell'insulinoma e un aggravamento dell'iperglicemia nell'ambito di un tumore pancreatico che secreta glucagone. Inoltre, gli effetti inotropi positivi del glucagone possono causare ipertensione grave quando somministrato a pazienti con feocromocitoma e dovrebbero essere evitati a favore di glucosio per uso di emergenza per via orale o endovenosa e del test di soppressione con clonidina per la diagnosi di feocromocitoma.

### Controindicazioni
L'unica controindicazione assoluta all'amministrazione del glucagone è la nota ipersensibilità al farmaco. La maggior parte delle reazioni di ipersensibilità si verifica nei pazienti sottoposti a imaging del tratto gastrointestinale.
Controindicazioni relative includono l'uso nei neonati o nei bambini, che potrebbero non avere riserve sufficienti di glicogeno, nei pazienti con insulinoma noto, feocromocitoma o tumore che secerna glucagone, e in caso di allergia nota al lattosio (alcune formulazioni contengono lattosio).